# تری‌بوتیل‌فسفین
تری‌بوتیل‌فسفین (به انگلیسی: Tributylphosphine) با فرمول شیمیایی C
۱۲H
۲۷P یک ترکیب شیمیایی است. که جرم مولی آن 204.25 g/mol می‌باشد. شکل ظاهری این ترکیب، مایع روغنی بی‌رنگ است.